# Lupinus angustifolius
 (juillet 2025).
Si vous disposez d'ouvrages ou d'articles de référence ou si vous connaissez des sites web de qualité traitant du thème abordé ici, merci de compléter l'article en donnant les références utiles à sa vérifiabilité et en les liant à la section « Notes et références ».
Espèce
Classification phylogénétique

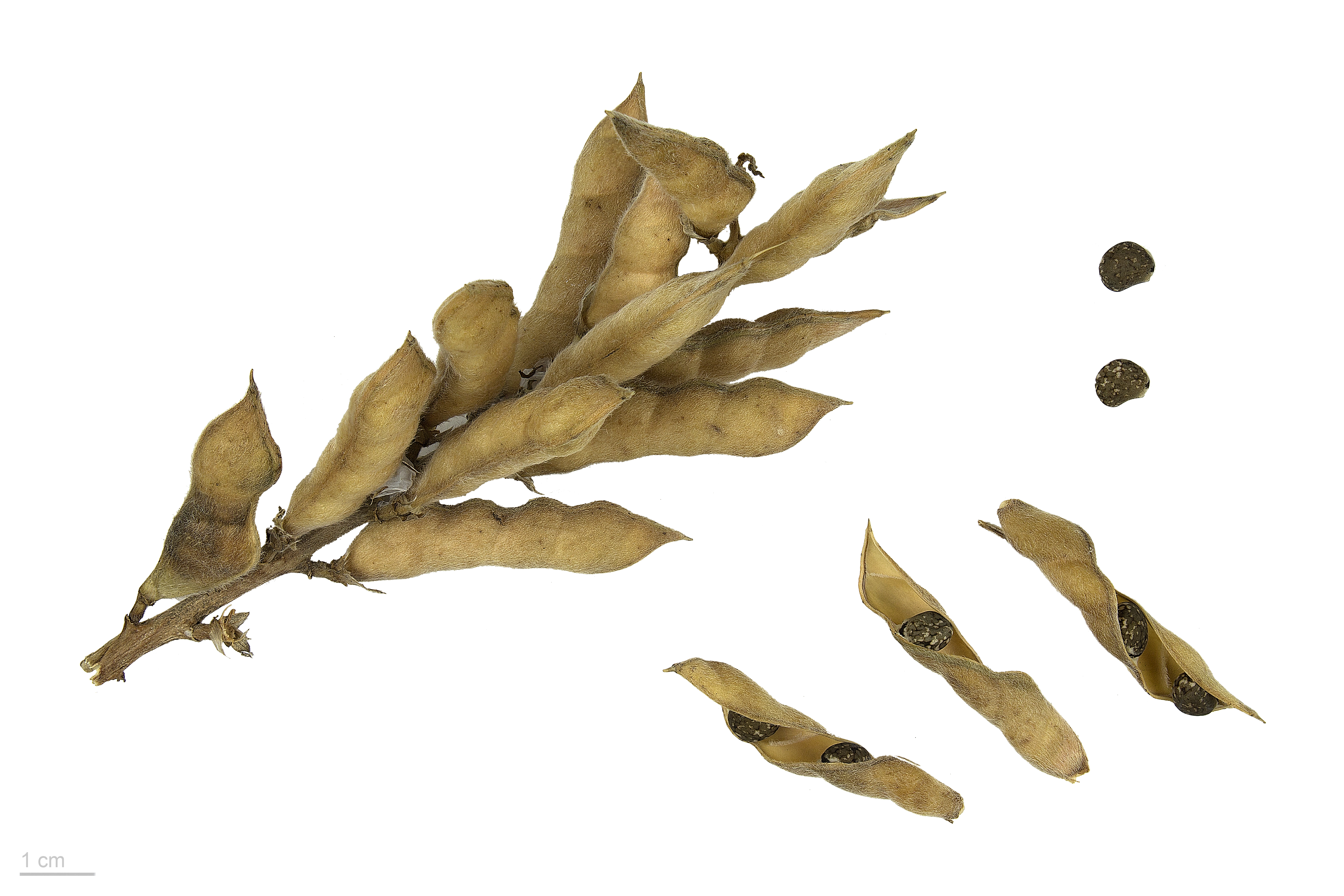
Lupinus angustifolius - Muséum de Toulouse

Lupinus angustifolius, le lupin à feuilles étroites ou lupin bleu ou lupin réticulé, est une espèce de plantes à fleurs de la famille des Fabaceae.

## Description
Il s'agit d'une plante herbacée pouvant atteindre 100 cm de haut, annuelle et pubescente. Elle possède des feuilles composées palmées, alternes, avec des pétioles de 2 à 7 cm de long. Ses feuilles, digitées, sont divisées en 5 à 9 folioles plus ou moins charnues, linéaires-oblongues ou linéaires-spatulées, très étroites et à sommet arrondi, glabres sur la face supérieure et pubescentes sur la face inférieure. Les marges sont entières. Les tiges sont très ramifiées à partir de la base ou d'une certaine hauteur. Elles sont dressées, velues, avec des poils patents de 0,5 à 0,8 mm. La floraison a lieu d'avril à juin en formant des inflorescences très voyantes, terminales, laxes, en forme de racème, de 10 à 20 cm, qui peuvent avoir jusqu'à 30 fleurs alternées ; elles ont des pédicelles allant jusqu'à 4 mm, avec des bractées linéaires, caduques, avec des bractlets oblongs de 1 mm. Chacune de ces fleurs est hermaphrodite et présente une symétrie zygomorphe.
Le calice, long de 7 à 9 mm, est bilabié, avec la lèvre supérieure presque moitié moins longue que la lèvre inférieure bi ou tridentée.
La corolle est glabre, papilionacée et de couleur bleuâtre ; l'étendard, jusqu'à 16 × 15 mm, est dressé, orbiculaire, avec la base atténuée et formant un ongle large et mal défini ; les ailes sont obtuses et obovales jusqu'à 15 mm,  La carène, qui peut atteindre 15 mm de long, est semi-courbe et entourée par les ailes, avec un auricule distinct à la base de la lame. L'androcée est monadelphe, tous les filaments étant soudés en un tube traversé par le style. L'ovaire est assis, avec un style courbe et glabre et un stigmate humide et terminal avec un anneau de poils à la base. Le fruit est une légumineuse de 40-70 x 10-12 mm, contenant 3 à 5 graines moyennes, arrondies, avec un tégument blanc ou tacheté de gris ; la gousse devient jaune, brune ou noire à maturité. Elle est recouverte d'une série de poils raides, qui mesurent entre 3 et 6 cm de long.

## Habitat et répartition

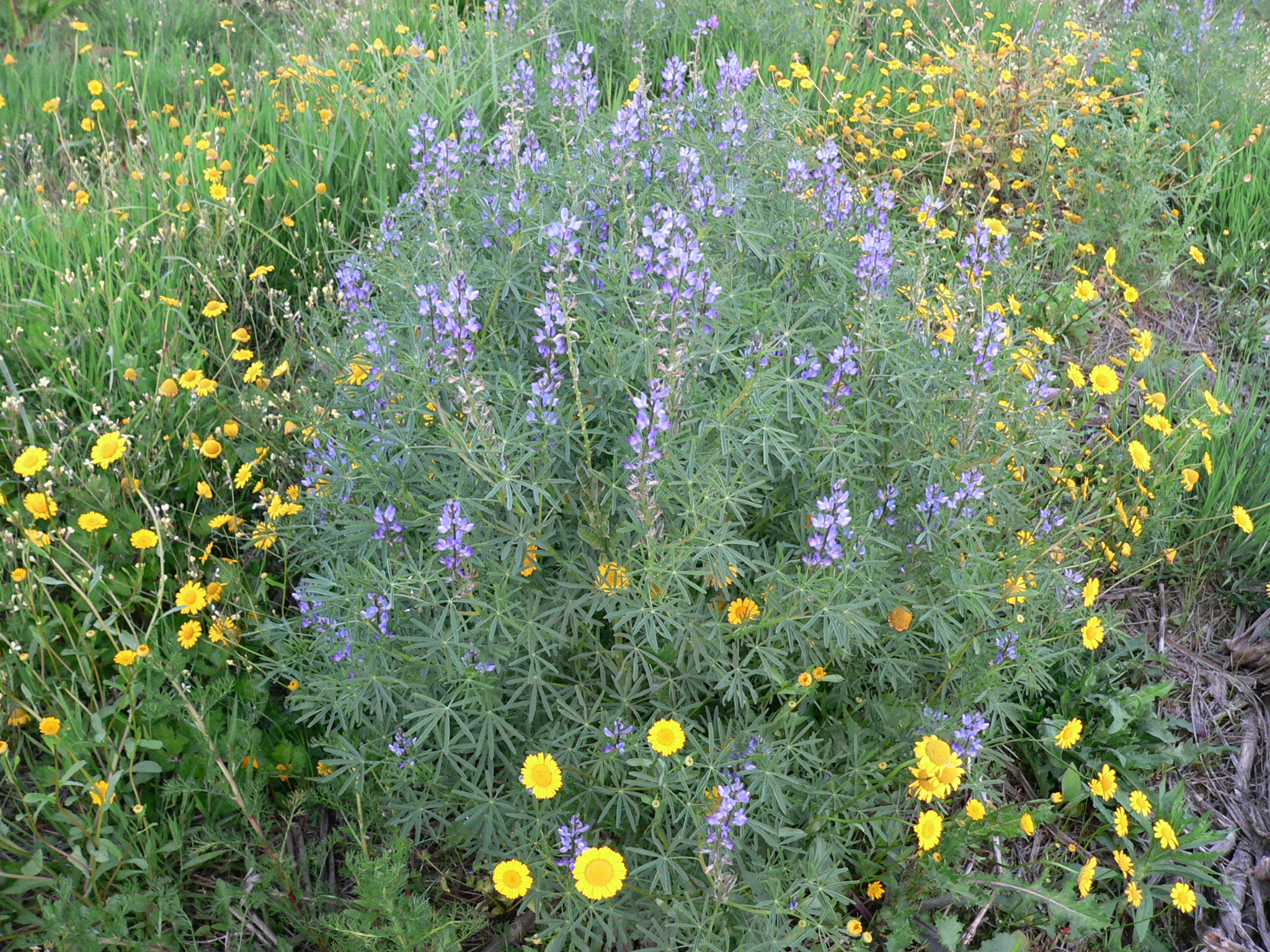

Dans sa région d'origine, Lupinus angustifolius pousse à l'état sauvage dans les champs au sol sablonneux. Il préfère les sols légèrement acides ou neutres, avec un bon drainage, riches en nutriments, en particulier en cobalt, en phosphore et en potassium. Il ne pousse pas bien en l'absence de températures modérées pendant la phase végétative et tolère bien le gel. Il a besoin d'une pluviométrie comprise entre 250 et 1 500 mm par an.
Il se caractérise par un fort caractère rudéral et buissonnant et peut pousser dans les champs abandonnés, les friches ou les bords de route.

## Culture
Il est cultivé dans le nord de l'Europe, ainsi qu'en Australie, en Tasmanie, en Nouvelle-Zélande, en Afrique du Sud et aux États-Unis pour ses graines, dont le rendement varie entre 500 et 2 500 kg/ha en fonction de la richesse du sol. En Espagne, on le trouve dans pratiquement toutes les provinces.

### Conditions de culture
- Lumière : il pousse en pleine lumière bien qu'il puisse tolérer l'ombre.
- Température : chaleur extrême. Zones chaudes.
- Continentalité : continentale. Tolère de grandes variations de température.
- Humidité : sols secs ; indicateur de sécheresse modérée.
- Acidité : sols acides (pH 3,5 - 5,5) ; indicateur d'acidité.
- Azote : sols pauvres en azote.

## Utilisations

### Culinaires
Le lupin bleu contient très peu d'alcaloïdes, le rendant ainsi propre à la consommation humaine.
Le fruit est conservé en saumure et consommé comme apéritif, principalement dans la région méditerranéenne. Il est riche en protéines et pauvre en lipides. Il est également utilisé dans l'alimentation animale, principalement comme supplément protéique dans l'alimentation animale. Il a un goût légèrement amer.
- Il est également utilisé dans l'ornementation pour sa belle fleur.
- En Argentine, dans la région de El Bolsón, cette espèce invasive couvre les environs de ses fleurs colorées. Elle pousse très facilement et ne nécessite pas de soins particuliers. Le climat et le sol de la région lui sont favorables et renforcent sa beauté.
- Le goût légèrement amer du lupin et sa richesse en fibres lui confèrent des propriétés antidiabétiques très intéressantes.
- Le lupin est idéal pour lutter contre la constipation grâce à sa teneur élevée en fibres.
- Il favorise la santé cardiovasculaire grâce à sa teneur en acides gras.

Il est aussi utilisé pour la préparation d'un lait végétal au goût neutre, ne présentant pas d'allergènes, et dont la culture est possible sous les latitudes européennes.

## Propriétés
Lupinus angustifolius contient de la lupaïne, de la lupinine, de la lupinidine, des protéines, de l'huile, de la lécithine, des sels, de l'acide inositinexaphosphorique. Les graines sont utilisées comme anthelmintique, diurétique, dépuratif, emménagogue, pectoral, nutritif, hypo-glycémique et vermifuge. Les racines sont digestives.

### Informations nutritionnelles
- Calories : 496 kcalories/100 g
- Protéines : 15,6 g/100 g
- Lipides : 2,9 g/100 g
- Glucides : 9,9 g/100 g
- Indice glycémique (IG) : 15

En pourcentage (par rapport à la quantité présente pour 100 g) :
- 39% de protéines
- 24% Glucides
- 15 % Lipides ou acides gras insaturés
- 24% Fibres végétales

Le lupin se distingue particulièrement par sa teneur élevée en protéines, ce qui en fait une bonne alternative aux protéines végétales de la viande et du soja.
Il est très reminéralisant, avec un apport exceptionnel en fer (7,6 mg) et en calcium (180 mg).
Il apporte également du zinc, du potassium, du phosphore, du magnésium, des vitamines B et de la vitamine E. Bien que l'on constate que le lupin contient beaucoup de graisses, il ne faut pas oublier qu'il s'agit d'acides gras, qui sont bénéfiques.
Un régime à base de lupin offre les avantages suivants :
- Stimulation du renouvellement cellulaire
- Régulation du taux de sucre dans le sang (hypoglycémie).
- Réduction du taux d'acide urique
- Réduction du cholestérol
- Favorise le transit intestinal (grâce à sa teneur en fibres et en oligo-éléments).

Il est vrai que le goût légèrement amer du lupin est dû au fait qu'il contient des alcaloïdes (spartéine, lupinine, acide lupinique et lupanine) qui peuvent provoquer une intoxication du système nerveux appelée latirisme. Ce risque disparaît totalement en faisant bouillir la légumineuse (comme d'ailleurs toutes les légumineuses) ou en la faisant tremper dans de l'eau salée. C'est très similaire à ce qui se passe avec le manioc (qui n'est jamais consommé cru).
Les personnes souffrant d'hypertension doivent faire attention à leur consommation, car elles peuvent être trop salées lorsqu'elles sont achetées toutes prêtes.

## Statut de protection
En France, l'espèce est protégée en Auvergne, e Midi-Pyrénées, en Bretagne, dans le Centre et en Pays de la Loire.